# День памятников истории и культуры
«День памятников истории и культуры» ( укр. «День пам’яток історії та культури») — профессиональный праздник украинских архитекторов и ценителей архитектурных шедевров страны, который отмечается на Украине ежегодно 18 апреля.
«День памятников истории и культуры» появился в украинском официальном календаре в 1999 году, после того, как 23 августа второй президент Украины Леонид Данилович Кучма «в поддержку инициативы ученых, архитекторов, реставраторов, работников государственных органов охраны памятников истории и культуры» подписал Указ N 1062/99 «О Дне памятников истории и культуры», предписывающий «установить на Украине День памятников истории и культуры, отмечаемый ежегодно 18 апреля — в Международный день памятников и исторических мест».
В 2009 году, третий Президент Украины Виктор Андреевич Ющенко поздравляя работников сферы охраны культурного наследия с профессиональным праздником — «Днем памятников истории и культуры» и «Международным днем памятников и выдающихся мест» произнёс следующие слова:

«Памятники культурного наследия — это воспоминания о жизни нашего народа, бесценные свидетели духовности и национального сознания предыдущих поколений. Поэтому заботливое отношение к историко-культурному достоянию, способность сохранить многовековое наследие является не только проявлением уважения к нашим предшественникам, а и показателем культуры и цивилизованности государства, его места в мировом сообществе…»

«День памятников истории и культуры» не является нерабочим днём, если, в зависимости от года, не попадает на выходной.